# کله‌خر تقدیم می‌کند: بابا بزرگ بد
کله‌خر تقدیم می‌کند: بابا بزرگ بد(به انگلیسی: Jackass Presents: Bad Grandpa) یک فیلم کمدی، دوربین مخفی آمریکایی محصول ۲۰۱۳ به کارگردانی جف ترمین است. این فیلم چهارمین قسمت مجموعه تلویزیونی کله‌خر است.
این فیلم برای بهترین گریم و طراحی مو نامزد در یافت جایزه اسکار در جوایز اسکار ۸۶ام شد و این اولین باری بود که یک بخش از مجموعه کله‌خر نامزد اسکار می‌شود.

## داستان
جشن گرفتن ایروینگ زیسمن ۸۶ ساله برای مرگ همسرش، الی، زمانی ناتمام می‌ماند که مجبور می‌شود از نوهٔ هشت‌ساله‌اش، بیلی، نگهداری کند، چون مادر بیلی، کیمی (دختر ایروینگ)، به دلیل نقض آزادی مشروطش دوباره به زندان بازمی‌گردد. کیمی از ایروینگ می‌خواهد که بیلی را نزد پدرش ببرد. ایروینگ و بیلی با پدر بیلی، چاک، که مردی بی‌مسئولیت است، تماس تصویری می‌گیرند. چاک از ایروینگ می‌خواهد که بیلی را تا ساعت ۲ بعدازظهر یک‌شنبه به شهر رالی در ایالت کارولینای شمالی برساند.
برای تهیهٔ پول، ایروینگ وسایل همسر مرحومش را می‌فروشد و دو مرد را صدا می‌زند تا جسد الی را در صندوق عقب ماشینش بگذارند. پس از جا دادن جسد، ایروینگ و بیلی راهی سفر می‌شوند. بیلی گرسنه است، پس ایروینگ در نزدیکی یک بازار توقف می‌کند. او سعی می‌کند با زنی لاس بزند، در حالی که بیلی سوار وسیلهٔ بازی‌ای می‌شود که خراب به‌نظر می‌رسد. ایروینگ خودش سوار آن می‌شود و وسیله از پایه‌اش جدا می‌شود.
با ناراحتی، ایروینگ تلاش می‌کند بیلی را از طریق ادارهٔ پست به کارولینای شمالی بفرستد، اما موفق نمی‌شود. بعدتر به سالن بینگو می‌رود و آن‌جا باعث دردسرهایی با بازیکنان دیگر می‌شود، در حالی که بیلی از آن‌جا دور شده و از مردی غریبه می‌پرسد که آیا مایل است پدر جدیدش شود یا نه.
بیلی دوباره گرسنه می‌شود، بنابراین به یک سوپرمارکت می‌روند. ایروینگ دست به دزدی از فروشگاه می‌زند و در همان‌جا برای خودش و بیلی ساندویچ درست می‌کند. کارمندان فروشگاه او را به‌خاطر دزدی بازخواست می‌کنند، اما او و بیلی از آن‌جا فرار می‌کنند.
در یک متل توقف می‌کنند. ایروینگ به باشگاه رقص مردان سیاه‌پوست می‌رود تا با زنانی که تحریک شده‌اند رابطه برقرار کند. او شروع به رقصیدن می‌کند، اما وقتی بیضه‌هایش از زیر لباس زیر بیرون می‌افتد، حاضران دچار انزجار می‌شوند.
در نزدیکی کارولینای شمالی، ایروینگ تلاش می‌کند با استفاده از بیلی زن‌ها را جذب کند، اما موفق نمی‌شود. به یک غذاخوری می‌رسند که ایروینگ با مجسمهٔ بزرگ پنگوئن جلوی آن برخورد می‌کند. مردی که تبلیغ غذاخوری را می‌کند از این کار عصبانی می‌شود و از ایروینگ می‌خواهد مجسمه را درست کند. در داخل غذاخوری با هم مسابقهٔ خنده‌داری از باد شکم برگزار می‌کنند، اما ایروینگ ناخواسته به دیوار مدفوع می‌کند و آن‌جا را ترک می‌کنند.
بیلی بار دیگر گرسنه می‌شود و ایروینگ او را به کلیسایی می‌برد که در آن جشن عروسی برگزار شده‌است. هنگام گرفتن عکس گروهی، ایروینگ لیوانی شامپاین از روی برجی از لیوان‌ها برمی‌دارد و باعث فرو ریختن کل برج می‌شود. سپس روی میزی که برج روی آن بوده می‌افتد و کیک عروسی را هم خراب می‌کند.
ایروینگ بیلی را به یک بار می‌برد تا با پدرش چاک دیدار کند. چاک با یکی از اعضای سازمان موتورسواران «نگهبانان کودکان» در حال گفت‌وگو است؛ سازمانی که از کودکان آسیب‌دیده حمایت می‌کند. آن‌ها وارد بار می‌شوند و ایروینگ بیلی را تحویل می‌دهد و خداحافظی می‌کند. اما در همان لحظه پشیمان می‌شود و بازمی‌گردد. رفتار بد چاک با بیلی توجه اعضای گروه را جلب می‌کند، و در نتیجه، ایروینگ موفق می‌شود بیلی را پس بگیرد و اعضای گروه چاک را نگه می‌دارند.
برای جشن گرفتن، ایروینگ و بیلی وارد یک مسابقهٔ زیبایی می‌شوند که پوستر آن را در مسیر دیده‌اند. سپس، ایروینگ ماشین را به‌سمت پلی می‌راند و در آن‌جا همراه با بیلی جسد الی را به رودخانه می‌اندازند و مشغول ماهیگیری می‌شوند.

## بازیگران

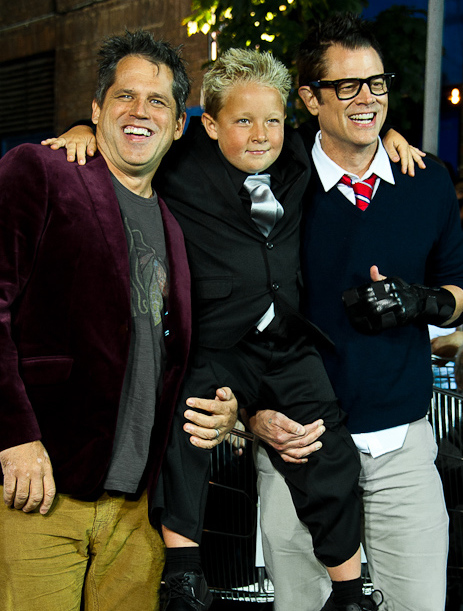
از راست به چپ: جانی ناکسویل، جکسون نیکل، جف ترمین (کارگردان)

- جانی ناکسویل در نقش اروینگ زیسمان:[۴] پیرمردی که رفتار نامتعارفی دارد.
- جکسون نیکل در نقش بیلی:[۴] نوهٔ ۹ سالهٔ اروینگ.
- اسپایک جونز در نقش گلوریا: همسر اروینگ.